# Nevis
Nevis è la seconda isola della federazione di Saint Kitts e Nevis. La sua massima elevazione, il picco Nevis (Nevis Peak in inglese), raggiunge i 946 m. Amministrativamente è divisa in 5 parrocchie. Nota come Oualie (letteralmente "terra dalle belle acque") presso i Caribe, fu battezzata Dulcina dai primi coloni britannici. L'attuale denominazione compare per la prima volta nelle mappe del sedicesimo secolo e deriva dallo spagnolo Nuestra Señora de las Nieves, in onore della Madonna della Neve.

## Politica
Dopo l'indipendenza del piccolo Stato caraibico dal Regno Unito, sull'isola di Nevis si sviluppò un movimento secessionista. Nel 1998 venne indetto un referendum, ma non venne raggiunta la maggioranza necessaria dei due terzi. Ancora oggi, il diritto di secessione dell'isola dalla federazione è garantito dalla costituzione di Saint Kitts e Nevis.